# Hugo Preuß

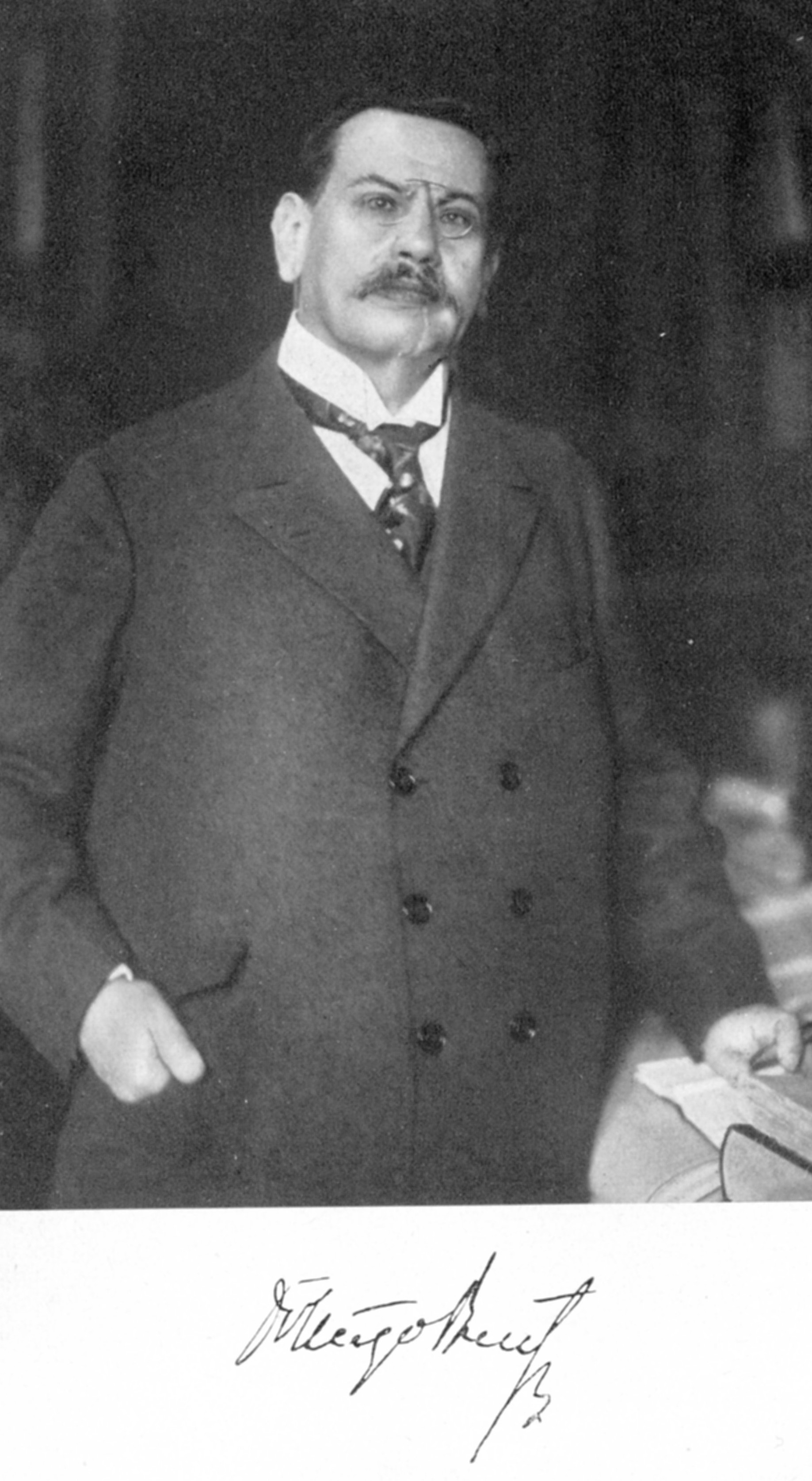
Hugo Preuß

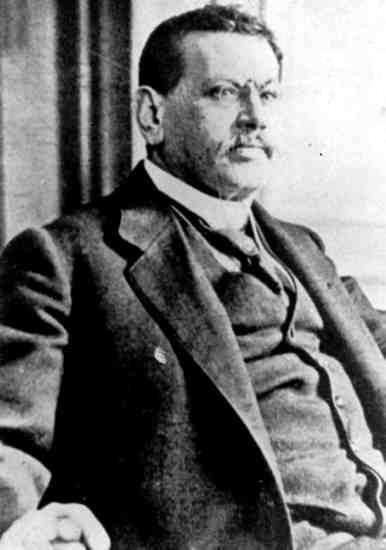
Hugo Preuß

Hugo Preuß (* 28. Oktober 1860 in Berlin; † 9. Oktober 1925 ebenda) war ein deutscher Staatsrechtslehrer und Politiker. Er war Mitbegründer der Deutschen Demokratischen Partei (DDP) und entwarf im Auftrag von Friedrich Ebert die Weimarer Reichsverfassung. 

## Leben
Preuß wurde 1860 in eine jüdische Kaufmannsfamilie geboren. Ab 1879 studierte er Rechtswissenschaften an der Friedrich-Wilhelms-Universität Berlin und der Ruprecht-Karls-Universität Heidelberg. 1883 legte er beim Berliner Kammergericht sein erstes Staatsexamen ab. Im selben Jahr promovierte ihn die juristische Fakultät der Georg-August-Universität Göttingen mit einer nicht veröffentlichten Arbeit zum Thema Eviktionsregreß des in possessorio unterlegenen Käufers im Römischen Recht zum Dr. iur. Das Referendariat brach er ab, um Wissenschaftler zu werden. 1889 habilitierte er sich als Staatsrechtler an der Universität Berlin und arbeitete, da er ungetauft dort nicht Professor werden konnte, als Privatdozent für öffentliches Recht. Im gleichen Jahr heiratete er Else Liebermann (1869–1948), Tochter Carl Liebermanns. 1891 trat er der Gesellschaft der Freunde bei, einem Berliner jüdischen Verein. Erst 1906 erhielt er seine erste Professur an der neu gegründeten Handelshochschule Berlin; 1918 wurde er deren Rektor.
Als Schüler Otto von Gierkes war Preuß wie dieser Anhänger der organischen Staatstheorie und der Genossenschaftslehre. Im Hinblick auf den Gedanken der Selbstverwaltung war sein Vorbild der preußische Reformer Heinrich Friedrich Karl vom und zum Stein.
Preuß war Ehrenmitglied der Studentenverbindung Südmark-Monachia München im Burschenbunds-Convent.

## Politik

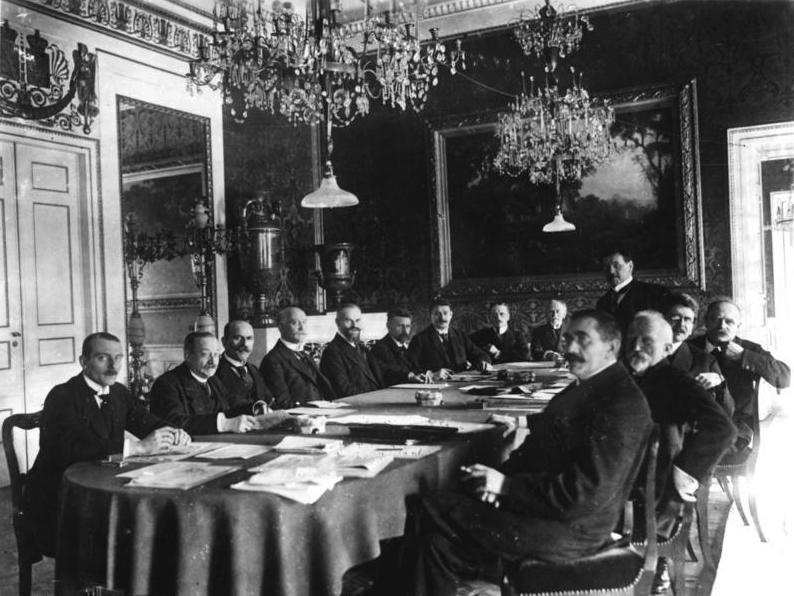
Erste Kabinettssitzung des Kabinetts Scheidemann am 13. Februar 1919 in Weimar.

1895 wurde Preuß Mitglied der Berliner Stadtverordnetenversammlung für die Freisinnige Vereinigung. Von 1910 bis 1918 war er ehrenamtlicher Stadtrat des Berliner Magistrats für die Fortschrittliche Volkspartei, innerhalb derer er dem linken Flügel angehörte. 1918 war er Mitbegründer der linksliberalen DDP. Von 1919 bis 1925 war er Mitglied der Preußischen Landesversammlung und des Preußischen Landtags.
Der als linksliberal geltende Preuß prägte 1916 den Begriff Obrigkeitsstaat.
Preuß wurde nach der Novemberrevolution am 15. November 1918 zum Staatssekretär im Reichsamt des Innern berufen und mit dem Entwurf einer Reichsverfassung beauftragt. Für dieses Amt und diese Aufgabe hatte der Rat der Volksbeauftragten außer Preuß auch Max Weber erwogen, was später – offensichtlich wegen Webers ablehnender Haltung gegenüber der Revolution – unterblieb. Preuß war von der Parlamentarismustheorie Robert Redslobs beeinflusst. Im von ihm am 3. Februar 1919 vorgelegten Verfassungsentwurf hatte Preuß allerdings noch um die Jahreswende 1918/1919 „von einem die Grundrechte umfassenden Teil der Verfassung absehen wollen“. Auf den besonderen Wunsch Friedrich Eberts fügte er dann einen kurzen Grundrechtsteil in den Entwurf ein. In der Weimarer Nationalversammlung nahm Friedrich Naumann Eberts Anregung auf und verfasste selbst einen „schwungvollen“ Grundrechtsteil. Inzwischen hatte zudem der Verein Recht und Wirtschaft in bewusster Anlehnung an die Paulskirchenverfassung einen umfassenden Grundrechtsteil ausgearbeitet, der in einigen Formulierungen Eingang in die Weimarer Verfassung fand.
Kritik kam vor allem von konservativer Seite, für die der Entwurf zu sehr der Paulskirchenverfassung ähnelte; man hätte auf dieser Seite des politischen Spektrums eine Anlehnung an die preußische Verfassung von 1848/50 bevorzugt. Dabei fürchteten die Kritiker außer der naturrechtlichen Orientierung an über dem positiven Recht stehenden Grundrechten insbesondere eine Zentralisierung infolge einer von Preuß vorgeschlagenen Erneuerung der bisher von Preußen dominierten föderalen Struktur und der Abschaffung der Reservatrechte. Artikel 48 der Weimarer Reichsverfassung ermöglichte Hitler 1933 die Außerkraftsetzung von Grund- und Menschenrechten. Die Weimarer Republik etablierte eine parlamentarische Demokratie, jedoch verlieh die Verfassung dem Reichspräsidenten, als Ersatz des Kaisers, der mit beinahe diktatorischen Vollmachten ausgestattet war, eine bedeutende Machtfülle. Die Absicht, ein überparteiliches Gegengewicht zum Parlament zu schaffen, verfolgte Preuß, um der zunehmenden politischen Zersplitterung und der Stärkung republikfeindlicher Parteien entgegenzuwirken, was von den Sozialdemokraten vergeblich kritisiert wurde.
Im Kabinett Scheidemann war Preuß von Februar bis Juni 1919 erster Reichsinnenminister der Weimarer Republik. Die Regierung Scheidemann war in der Frage, ob man den Versailler Vertrag (unterzeichnet am 28. Juni 1919) akzeptieren solle, zutiefst gespalten und trat am 20. Juni 1919 zurück. Somit demissionierte auch Innenminister Hugo Preuß, der zu den Kritikern des Versailler Vertrags gehörte. Sein Ausscheiden aus dem Regierungsgeschäft „führte zu der absurden Situation, dass Preuß’ Unterschrift nicht unter der Verfassung zu finden ist, die doch zu großen Teilen aus seinen Ideen entstanden war, denn sie wurde erst nach seinem Rücktritt verabschiedet“ – am 31. Juli 1919.
Preuß starb kurz vor seinem 65. Geburtstag.
Preuß war Mitglied des Reichsbanners Schwarz-Rot-Gold. Die NS-Propaganda nahm sein Judentum zum Anlass, die Weimarer Republik und ihre Verfassung als „undeutsch“ zu diskreditieren.

## Ehrungen

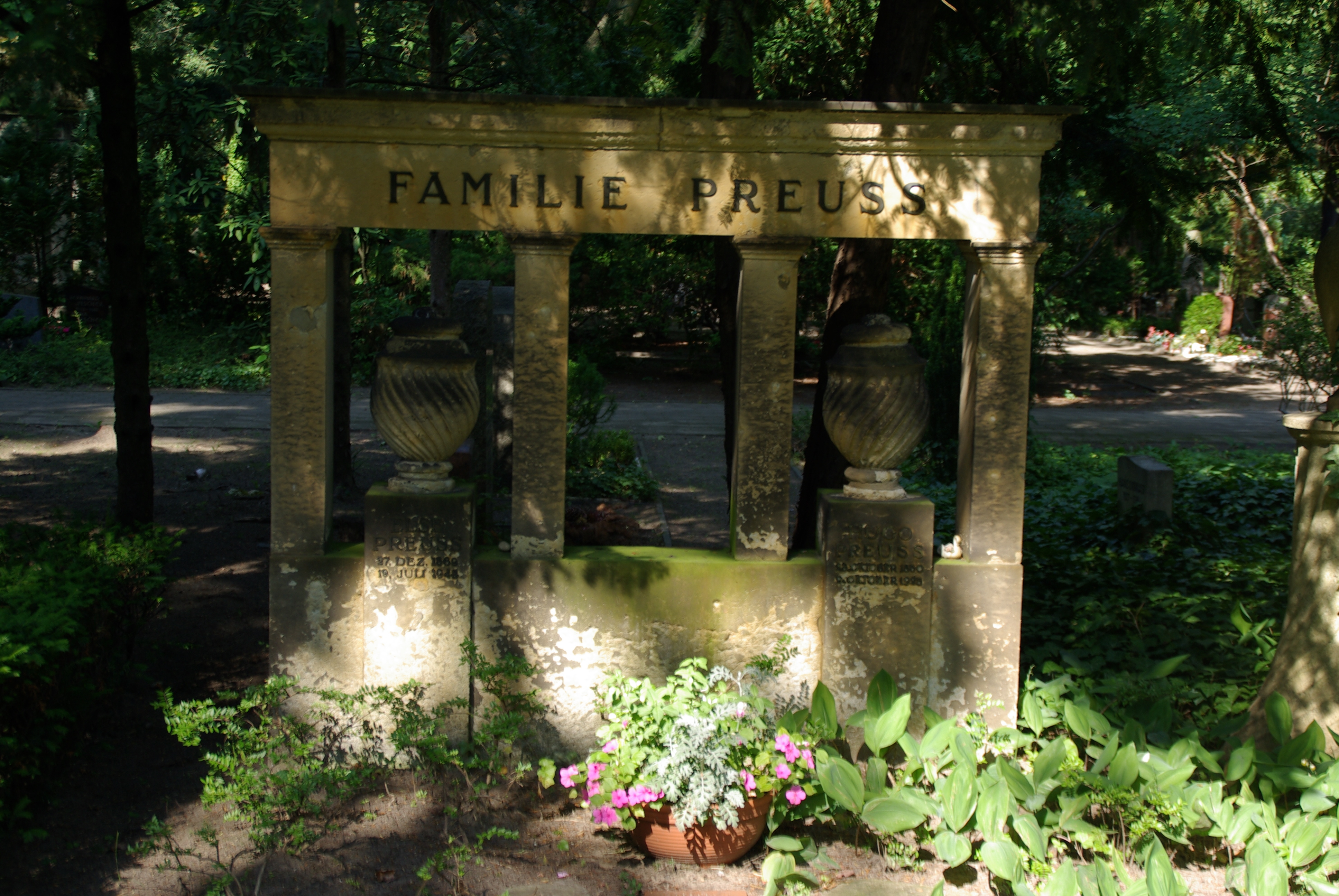
Grabstätte

- Hugo-Preuß-Platz vor dem Bundesarbeitsgericht in Erfurt
- Hugo-Preuß-Straßen in Erfurt, Glauchau, Hagen, Hannover, Kassel, Köln, Mönchengladbach, Niestetal und Wolfen[16]
- Preußstraße in Dresden[17]
- Hugo-Preuß-Brücke am Berliner Humboldthafen (1928–1933 und wieder seit 2004)
- Die Familiengrabstätte auf dem Urnenfriedhof Gerichtstraße in Berlin-Wedding ist seit 1952 ein Ehrengrab des Landes Berlin[18]

## Werke

Neugliederung des Reichsgebietes in 14 Freistaaten, Vorschlag von Hugo Preuß (1919) (siehe Vorgeschichte der Neugliederung des Bundesgebietes)

- Gesammelte Schriften. Im Auftrag der Hugo-Preuß-Gesellschaft e. V. 5 Bde., hrsg. von Detlef Lehnert u. a., Tübingen 2007–2015, Bd. 1: Politik und Gesellschaft im Kaiserreich, 2007; Bd. 2: Öffentliches Recht und Rechtsphilosophie im Kaiserreich, 2009; Bd. 3: Verfassungsentwürfe, Verfassungskommentare, Verfassungtheorie, 2015; Bd. 4: Politik und Verfassung in der Weimarer Republik, 2008; Bd. 5: Kommunalwissenschaft und Kommunalpolitik, 2012.
- Franz Lieber, ein Bürger zweier Welten. Habel, Berlin 1886 (Digitalisierte Ausgabe der Universitäts- und Landesbibliothek Düsseldorf).
- Gemeinde, Staat, Reich, 1889.
- Die Massregelung jüdischer Lehrerinnen an den Berliner Gemeindeschulen. Rede gehalten in der Sitzung der Stadtverordneten am 1. Dezember 1898 (Stenographischer Bericht nebst einer orientirenden Vorbemerkung), 1898. Digitalisierung: Berlin: Zentral- und Landesbibliothek Berlin, 2021. URN urn:nbn:de:kobv:109-1-15435996
- Das städtische Amtsrecht in Preußen, 1902.
- Die Entwicklung des deutschen Städtewesens. Bd. 1: Entwicklungsgeschichte der deutschen Städteverfassung, 1906.
- Stadt und Staat, 1909.
- Zur preußischen Verwaltungsreform, 1910.
- Das deutsche Volk und die Politik, 1915.
- Volksstaat oder verkehrter Obrigkeitsstaat? In: Berliner Tageblatt und Handels-Zeitung. Band 47, 283 (Morgen-Ausgabe), 14. November 1918, S. 1–2 (dfg-viewer.de [abgerufen am 17. Mai 2024]), als Sonderband auch selbstständig: Vom Obrigkeitsstaat zum Volksstaat, 1921.
- Deutschlands republikanische Reichsverfassung, 1921.
- Um die Weimarer Reichsverfassung, 1924.
- Staat, Recht und Freiheit. Aus vierzig Jahren deutscher Politik und Geschichte, Tübingen 1926 (Gesammelte Aufsätze von Hugo Preuß, hrsg. von Theodor Heuss).
- Verfassungspolitische Entwicklungen in Deutschland und Westeuropa, hrsg. von Hedwig Hintze, Berlin 1927.
- Reich und Länder. Bruchstücke eines Kommentars zur Verfassung des Deutschen Reiches, hrsg. von Gerhard Anschütz, Berlin 1928.